# マンドゥールン・ハーン
マンドゥールン・ハーン（モンゴル語：Мандуул хаан、英語：Manduul Khan、中国語：満都魯、満都古勒汗、1438年 - 1479年）は、モンゴルの第32代（北元としては第18代）ハーン（在位：1475年 - 1479年）。アジャイ（アジャイ・タイジ、アジャイ太子）の三男。トクトア・ブハ，アクバルジ晋王の弟。マンドグル・ハーン(Manduγul qaγan)とも表記される。

## 生涯
1438年、アジャイ（アジャイ・タイジ、アジャイ太子）とオイラト出身のハトンとの間に生まれる。
15歳の時（1452年）、マンドゥールンは兄のタイスン・ハーン（トクトア・ブハ），アクバルジ晋王らとともに、ドリヌ・ハラに陣取る四オイラトに向かって出陣した。戦は次兄のアクバルジ晋王が長兄タイスン・ハーンを裏切ったため、四オイラト側の勝利となった。
1466年、ハーンであるモーラン・ハーンが殺され、9年間はハーンがいない空位時代が続き、その間はモーリハイ（毛里孩），斉王ボルナイ（孛魯乃），オロチュ少師（斡羅出）といった諸部族長が実権を握った。1471年、モーリハイ，ボルナイ，オロチュは次第に衰え、マンドゥールンが河套に入ってハーン（可汗）と称し、オイラトのベグ・アルスラン（癿加思蘭）がタイシ（太師）となった。
1473年、マンドゥールンらは、ボルフ（孛羅忽）晋王（バヤン・モンケ）と一緒に韋州に侵入した。明の王越は敵が老人や子女を紅塩池にやって集結させていることを知り、許寧および遊撃の周玉とともに、軽騎を率いて、昼夜兼行で駆けていき、兵を分けてその幕営を前後から挟撃して大破した。また、韋州でもマンドゥールンを迎え撃って大破し、二度と河套に侵入しなくなった。
1475年、マンドゥールンは38歳で帝位（ハーン）につき、マルコルギス・ウケクト・ハーンの仇を討つため出陣し、ハチウンの一族のドーラン・タイジを殺し、七トゥメトの国人を征服した。ある時、兄弟の間柄となっていたマンドゥールン・ハーンとボルフ晋王の間を裂こうと、ハリューチンのホンホラという者が、両者にあることないことをふきかけた。この時はホンホラの言うことを信じず、ホンホラを処刑したが、後になってヨンシエブのイスマイル・タイシが「彼の言うことは本当だったのに」と、ふたたび両者の仲を裂き始めた。遂にこれを信じたマンドゥールン・ハーンはイスマイル・タイシに命じてボルフ晋王に攻め入ったが、彼を取り逃し、彼の国人と家畜を奪い取って、ボルフ晋王の妻であったシキル太后をイスマイル・タイシに与えた。
マンドゥールン・ハーンには男子がおらず、マンドゥフイ・セチェン・ハトンとの間にボロクチンとエシゲという2人の娘がいた。マンドゥールンはボロクチン公主をウイグトのベグ・アルスラン・タイシに与え、エシゲ公主をモンゴルジン・トゥメンのチェグト部のホサイ・タブナンに与えた。
1479年、マンドゥールン・ハーンは42歳で亡くなった。